# Brenda Hampton
Brenda Hampton (* 19. August 1951 in Atlanta, Georgia) ist eine US-amerikanische Drehbuchautorin und Filmproduzentin.

## Biografie
Brenda Hampton, die zu Beginn der 1990er Jahre als Autorin an den Fernsehserien Blossom und Verrückt nach dir tätig war, rief 1996 Eine himmlische Familie ins Leben. Bei über 80 Episoden schrieb sie das Drehbuch, auch betreute sie als Executive Producer die Serie. Für ihre Arbeit an Verrückt nach dir wurde Hampton 1996 mit dem Emmy in der Kategorie Beste Comedy-Serie nominiert. 2005 entwickelte und schrieb sie zusammen mit Kirstie Alley die Serie Fat Actress für Showtime. Von 2008 bis 2013 produzierte Hampton die amerikanische ABC-Family-Serie The Secret Life of the American Teenager, in der es um ein 15-jähriges Mädchen geht, welches ungewollt schwanger wird. Für die Serie wurden unter anderem John Schneider, Molly Ringwald, Allen Evangelista, Ernie Hudson, Shailene Woodley  und Camille Winbush gecastet, wobei nur Schneider, Ringwald, Hudson und Woodley in den Cast der Serie aufgenommen wurden.